# 沙旺松
沙旺松（法語：Chavençon，法語發音：[ʃavɑ̃sɔ̃]）是法国瓦兹省的一个市镇，属于博韦区。

## 地理
沙旺松（49°11'15"N, 1°59'41"E）面积5.76 平方千米，位于法国上法蘭西大區瓦兹省，该省份为法国北部内陆省份，北起索姆省，西接厄尔省和滨海塞纳省，南至塞纳-马恩省和瓦兹河谷省，东临埃纳省。
与沙旺松接壤的市镇（或旧市镇、城区）包括：讷维尔博斯克、拉维勒泰特尔、莫讷维尔、阿拉维利耶、韦克桑地区讷伊。

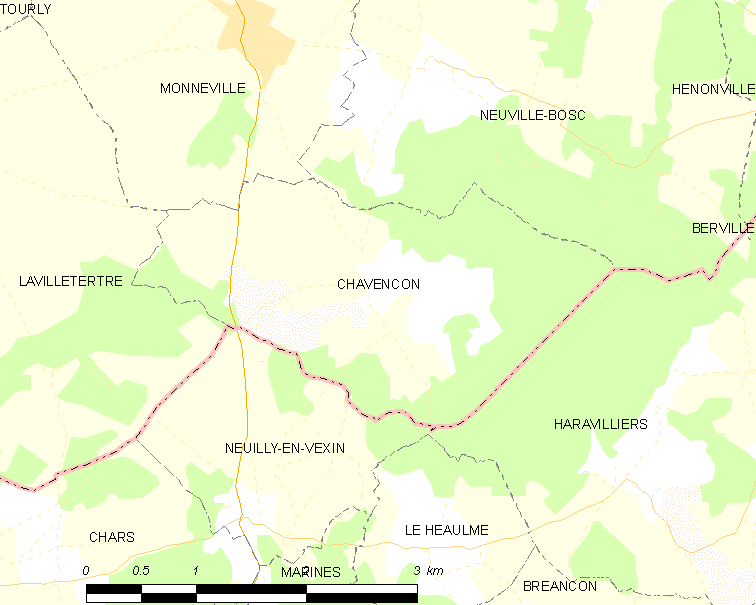
沙旺松的OSM定位图

沙旺松的时区为UTC+01:00、UTC+02:00（夏令时）。

## 行政
沙旺松的邮政编码为60240，INSEE市镇编码为60144。

## 政治
沙旺松所属的省级选区为韦克桑地区肖蒙县。

## 人口

1962-2008年间沙旺松人口变化图示

沙旺松于2022年1月1日时的人口数量为162人。